# مارتن فان دير سبويل
مارتن فان دير سبويل (بالهولندية: Martin van der Spoel)‏ (مواليد 19 فبراير 1971) هو سبّاح هولندي، مثّل بلاده في الألعاب الأولمبية الصيفية 1996.

## روابط خارجية
مارتن فان دير سبويل على موقع الاتحاد الدولي للسباحة (الإنجليزية)
- مارتن فان دير سبويل على موقع أوليمبيديا (الإنجليزية)